# Adromischus subviridis
Adromischus subviridis är en fetbladsväxtart som beskrevs av H. Tölken. Adromischus subviridis ingår i släktet Adromischus och familjen fetbladsväxter. Inga underarter finns listade i Catalogue of Life.